# Julien-Léopold Lobin
Julien-Léopold Lobin, né à Loches le 8 février 1814, et mort à Tours le 11 mai 1864, est un peintre et vitrailliste français.
Il est le père du vitrailliste Lucien-Léopold Lobin, qui a repris l'atelier Lobin à sa mort.

## Biographie
Julien-Léopold Lobin est entré en 1838 dans l'atelier de Charles de Steuben. Il travaille en 1841 à Rome d'où il a ramené un tableau, Une famille de Pifferari au repos, présenté au Salon de 1842. Au Salon de 1846, il présente Léonard de Vinci peignant le portrait de la Joconde, exécuté à Florence, qui lui vaut la médaille d'or.
L'atelier Lobin a été établi à Tours, rue des Ursulines, en 1848. Il a réalisé des vitraux pour plus de 650 églises en 16 années de production.

## Œuvres

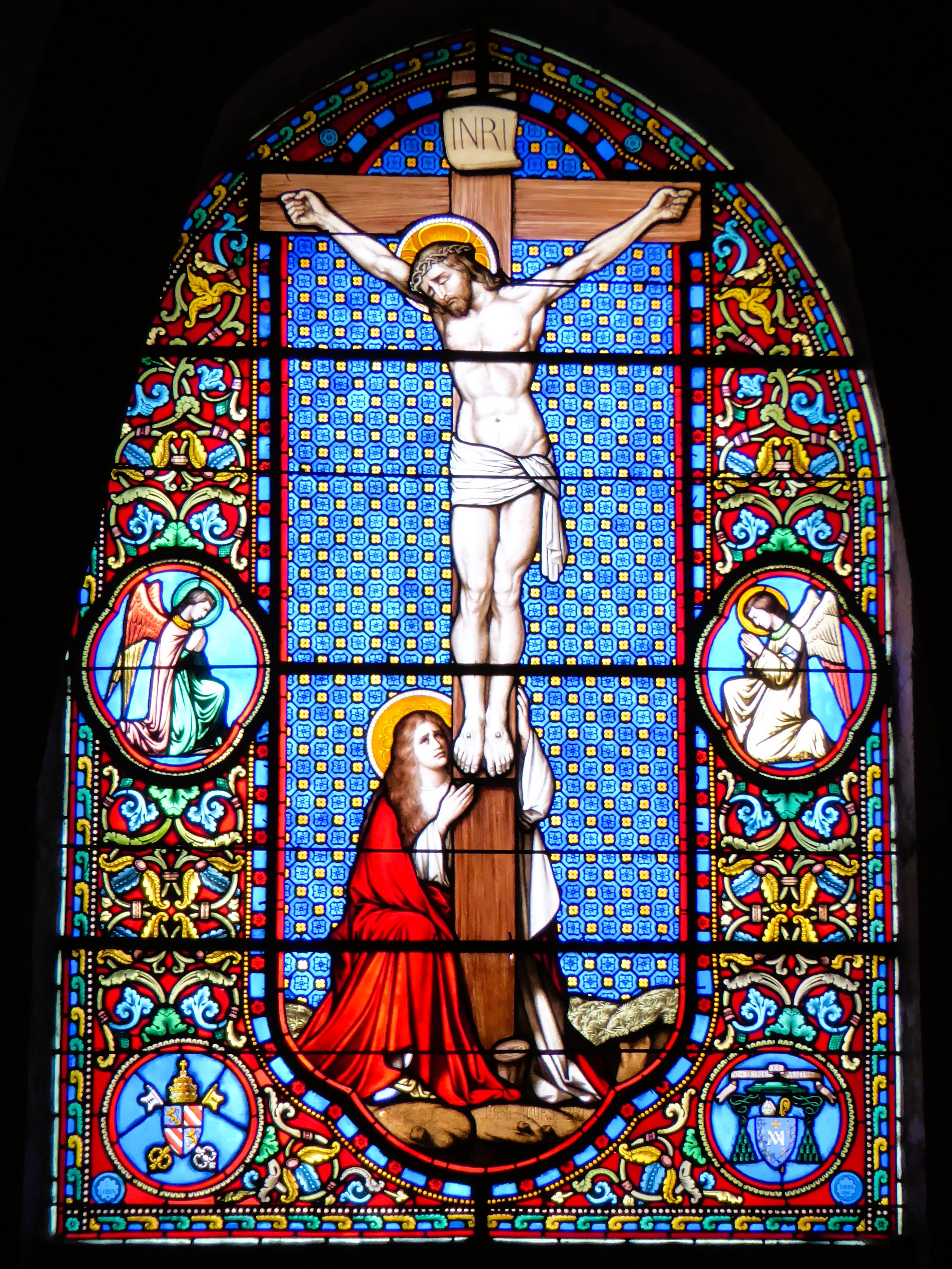
La Crucifixion, cathédrale de Chartres.

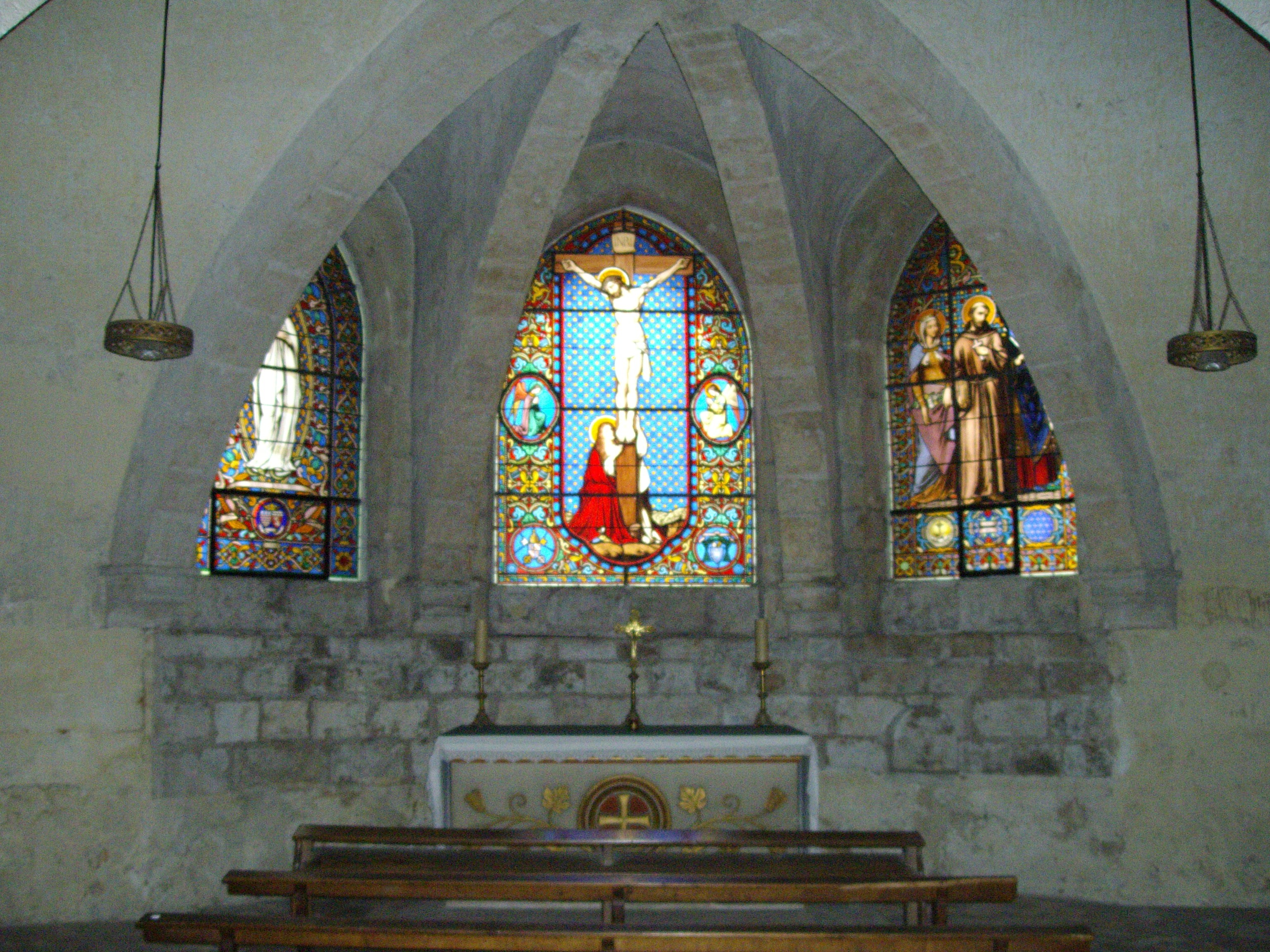
Chapelle Marie Madeleine, cathédrale de Chartres.

- vitraux de l'église Saint-Hilaire de Bazoches (Nièvre)[2] ;
- vitraux de la chapelle du château de Poussignol (Nièvre)[3] ;
- trois vitraux de la chapelle sainte Marie Madeleine dans la crypte de la cathédrale Notre-Dame de Chartres, 1860-1861 ; le vitrail central représente la Crucifixion, celui de gauche Marie Madeleine et celui de droite deux saintes et un saint[4].